# Al-Amir bi-ahkam Allah
Abū ʿAlī al-Mansūr ibn al-Mustaʿlī (arabisch أبو علي المنصور بن المستلي, DMG Abū ʿAlī al-Manṣūr ibn al-Mustaʿlī; * 1096; † 7. Oktober 1130) war unter dem Herrschernamen al-Āmir bi-ahkām Allāh (arabisch الآمر بأحكام الله, DMG al-Āmir bi-aḥkām Allāh) der zehnte Kalif der Fatimiden und zwanzigste Imam der Schia der Mustali-Ismailiten, den heutigen Tayyibiten.

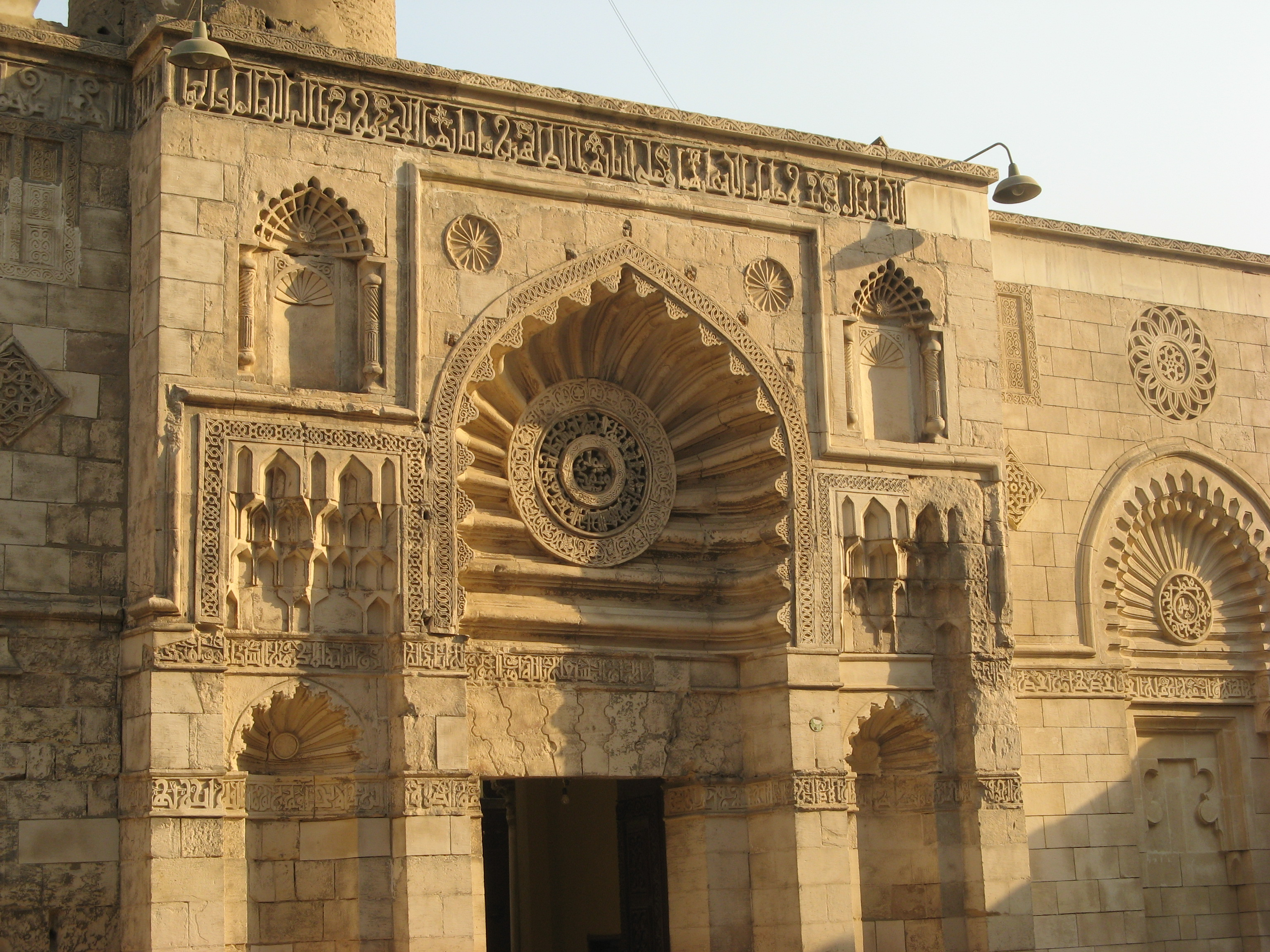
Die al-Aqmar-Moschee in Kairo wurde 1125 vollendet.

## Leben
Prinz Mansur war der älteste von drei Söhnen des Kalifen al-Mustali, seine Mutter war eine Schwester des regierenden Wesirs al-Afdal Schahanschah. Er war fünf Jahre alt, als er noch am Todestag seines Vaters am 11. Dezember 1101 von dem Wesir zum neuen Kalif mit dem Herrschernamen „der nach Gottes Ratschlüssen gebietet“ (al-Āmir bi-aḥkām Allāh) proklamiert wurde. Dazu wurde er mit einer Tochter des Wesirs verheiratet, der damit seine faktisch unumschränkte Macht weiter zu festigen beabsichtigte.
Zwanzig Jahre später, am Nachmittag des 11. Dezembers 1121, wurde der Wesir während der Festivitäten zum letzten Tag des Ramadan auf offener Straße von mehreren Attentätern mit Dolchen niedergestochen, worauf er in der anbrechenden Nacht verstarb. Offiziell wurde der Mord einem Attentatskommando der Nizari-Ismailiten angelastet, jener persisch-syrischen Ismailitenschia, die sich 1094 von den in Kairo regierenden Imam-Kalifen abgespaltet hatte, wobei der Wesir eine entscheidende Mitverantwortung getragen hatte. Obwohl die Nizariten die Mordtat öffentlich feierten und sie in ihre Erfolgslisten notierten, ist diese Tatversion schon von Zeitgenossen bezweifelt worden. Wahrscheinlich stand hinter dem Mord tatsächlich der ehrgeizige Favorit des Wesirs Ibn al-Bata’ihi, der bei der Tat anwesend war und noch am selben Tag, während der alte Wesir noch mit dem Tod rang, auf den Posten des regierenden Vizekönigs aufrücken konnte. Al-Amir ist in diesem Umsturz eine aktive Rolle zugeschrieben worden, da er sich so von dem ihm verhassten und allmächtigen Wesir zu emanzipieren erhofft haben könnte. In den folgenden Tagen wurden mehrere Anhänger und Familienangehörige von al-Afdal beseitigt, um den Umsturz zu vollenden.
Al-Amir und sein neuer Wesir nahmen den Mord zum Anlass zu einem propagandistischen Feldzug gegen die Warte aus abtrünnigen Nizariten. Im Dezember 1122 berief er in seinem Palast ein Konzil aller Familienangehörigen der Fatimiden und der religiösen Autoritäten seiner Schia ein, in dem die Existenzberechtigung der Nizariten erörtert werden sollte. Die Nizariten hatten sich 1094 von den in Ägypten in Person der Fatimiden herrschenden Imam-Kalifen separiert, indem sie sich auf Prinz Nizar (X 1095) als rechtmäßigen 19. Imam berufen hatten, während dessen tatsächlich nachfolgender jüngerer Bruder al-Mustali nur ein Usurpator gewesen sein soll. Auf dem Konzil bot al-Amir mehrere Gewährspersonen auf, die die Rechtmäßigkeit der Nachfolge seines Vaters im Imamat beglaubigten, womit er wiederum der verborgenen Imamlinie der Nizariten die Rechtmäßigkeit aberkennen und ihrer Schia die Existenzberechtigung in Abrede stellen konnte. Dieses Urteil wurde in der so genannten „Amir’schen Rechtleitung“ (al-Hidāya al-Āmiriyya) verbrieft, das der Kalif in einem Schreiben an das Oberhaupt der Nizari-Ismailiten im persischen Alamut, Hassan-i Sabbah († 1124), zukommen ließ. Weiterhin wurden die Anhänger der Mustali-Ismailiten in Syrien in dem 1123 publizierten Sendschreiben „Das Einschlagen der bezwingenden Blitze – Widerlegung der Argumente der Niederträchtigen“ (Īqāʿ ṣawāʿiq al-irġām fī idḥāḍ ḥuǧaǧ ulaʾika l-liʾām) von diesem Urteil unterrichtet. In eben dieser Streitschrift wurden die Nizariten als „Haschischleute“ (ḥašīšiyya) verunglimpft, was das älteste bekannte Zeugnis dieses Begriffs in Bezug auf die Nizariten darstellt. Diese sollten vor allem in der Geschichtsschreibung der benachbarten christlichen Kreuzfahrerstaaten fortan als „Assassinen“ bekannt werden.
1124 wurde die stark befestigte Hafenstadt Tyrus von den Kreuzrittern des Königreichs Jerusalem erobert, womit die Fatimiden ihren letzten Stützpunkt an der Levanteküste verloren hatten. Ihre Herrschaft begrenzte sich fortan nur noch auf Ägypten, sowie in Teilen den Jemen. Am 3. Oktober 1125 ließ al-Amir schließlich auch seinen „vertrauenswürdigen“ (al-maʾmūn) Wesir Ibn al-Bata’ihi einkerkern und drei Jahre später hinrichten. Fortan führte er die Regierungsgeschäfte persönlich und nahm die Besetzung der Ministerposten aus eigener Machtvollkommenheit vor. Als neuen obersten Minister hatte er 1126 zunächst einen christlichen Mönch eingesetzt, was allerdings zu schweren Unruhen führte, die ihn schnell zur Absetzung und Hinrichtung eben jenes Mönches veranlassten.
Als 1122 seine Rechtleitung veröffentlicht wurde, blieb eine von al-Amir erwartete schriftliche Stellungnahme der Führer der Nizariten aus. Am 7. Oktober 1130 ritt er aus, um seine Geliebte zu besuchen, die ein Anwesen auf einer Nilinsel bewohnte. Auf die Insel führte nur eine schmale Brücke, um die zu passieren er seine Leibwache zurücklassen musste. Dies nutzte ein dort positioniertes Attentatskommando der Nizariten aus, um den Kalif von seinem Pferd zu ziehen und niederzustechen, woraufhin er noch am selben Tag starb. Die Ermordung al-Amirs leitete den Untergang des Fatimidenkalifats ein, da auf seine Herrschaft nur noch handlungsunfähige Kalifen folgten, die unter dem Einfluss mehrerer Wesire standen, die das Land in blutigen Parteikämpfen schließlich in Anarchie führten. So konnte Ägypten 1171 von syrischen Truppen unter der Führung von Saladin erobert werden, der das schiitische Kalifat beendete und das Land wieder unter die religiöse Oberhoheit des sunnitischen Kalifen von Bagdad setzte.
Auch in der Schia der Mustali-Ismailiten hatte al-Amirs Ende zu einem dauerhaften Zerfall geführt, denn er hatte nur einen erst wenige Monate alten Sohn, Abu l-Qasim at-Tayyib, hinterlassen. Al-Amirs Vetter al-Hafiz konnte allerdings den Kalifenthron usurpieren und ließ den jungen Prinzen 1130 verschwinden, was eine erneute Spaltung der Schia nach sich zog. In diese Vorgänge war ein überlebender Sohn des Wesirs al-Afdal verwickelt, der offenbar den Machtverlust seiner Familie an den Fatimiden vergelten wollte. Die zahlenmäßig ausgedünnte Anhängerschaft der Ismailiten in Ägypten folgte dem Imamat des al-Hafiz, jene von Jemen erkannte aber die Nachfolge des Prinzen Tayyib als die Rechtmäßige an und erklärte ihn zu ihrem 21. Imam. Aufgrund seines Verschwindens erhielt er hierbei den Titel eines verborgenen Imams, dessen unbekannte Nachkommen bis heute als die der Welt entrückten Imame der Tayyibiten gelten, die nach wie vor im Jemen und vor allem in Indien (Bohras) fortbestehen.